# Pantaleo De Gennaro
Pantaleo De Gennaro (Molfetta, 27 novembre 1954) è un dirigente sportivo, allenatore di calcio ed ex calciatore italiano, di ruolo difensore, direttore generale della Fulgor Molfetta.

## Carriera

### Giocatore
Giocò in Serie A con il Napoli e in Serie B con il Varese e per due anni con il Catania, oltreché con altre società nelle serie minori.

### Allenatore
Dal 1993 ha allenato in diverse società nelle serie minori, anche a livello professionistico.
L'8 dicembre 2016 diventa direttore tecnico del Taranto in Lega Pro, svolgendo ufficialmente il ruolo di allenatore in luogo di Fabio Prosperi, sprovvisto di patentino. Si dimette il 6 febbraio 2017.

## Palmarès

### Giocatore
- Campionato italiano di Serie B: 1

Varese: 1973-1974